# Vas Bernát
Vas Bernát, születési és 1889-ig használt nevén Weisz Bernát (Pest, 1864. szeptember 27. – Budapest, Terézváros 1930. szeptember 22.) orvos, bakteriológus, egyetemi magántanár, egészségügyi főtanácsos, a budapesti poliklinika laboratórium vezetője, a Pesti Izraelita Hitközség kórházi bizottságának alelnöke.

## Életútja
Weisz Ármin és Deutsch Fanni fiaként született. Orvosdoktori oklevelét 1889-ben a Budapesti Tudományegyetem Orvostudományi Karán nyerte el, majd több külföldi egyetemen tanult. Az orvosi diploma megszerzése után 1893-ban a Poliklinika laboratóriumának, 1904-ben a főváros bakteriológiai intézetének igazgatójául nevezték ki. 1899-től a bakteriológia magántanára volt az egyetemen, 1915-ben rendkívüli egyetemi tanár, később egészségügyi főtanácsos lett. Számos hazai és külföldi tudományos folyóirat munkatársa volt. Kiváló szaktudománya a mikroszkópiai és kémiai diagnosztika.
Felesége Steiner Janka volt, akivel 1906. január 25-én Budapesten, az Erzsébetvárosban kötött házasságot.
A Salgótarjáni utcai zsidó temetőben helyezték nyugalomra.

## Fontosabb művei
- Utmutató klinikai laboratoriumi munkálkodáshoz, orvosnövendékek és gyakorló orvosok számára. A szöveg közé nyomott számos ábrával, táblázattal és egyes színes melléklettel. Budapest, 1894. (Gara Gézával).
- Choleravizsgálatok (1894)
- A vizelet vizsgálata, tekintettel az életbiztosításra. Budapest, 1899. (Az Orvosi Hetilap Tudom. Közleményei)
- Az Ehrlich-féle diazoreactio klinikai értéke. Budapest, 1900. (Orvosi Hetilap Közleményei)
- Adatok ovarium-készítményekkel végzett anyagcserevizsgálatokhoz. Budapest, 1902. (Orvosi Hetilap Közleményei)
- A diabetes viszonya az albuminuriákhoz, illetve a vesebántalmakhoz. Budapest, 1903. (Orvosi Ujság Tudományos Közleményei)
- Gyakorlati észrevételek a vizelet czukorpróbák alkalmazásáról. Budapest, 1903. (M. Orvosok Lapja Tudom. Közleményei)
- Anyagcserevizsgálatok Röntgen-sugárral kezelt Leukaemiásokon. Budapest, 1908
- Antipyreticumok befolyása az anyagcserére (a Balassa-díjjal kitüntetve)
- Bacteriologische Wassercontroll (1909)
- Nachweiss von Echinococcus mittels Complementverfahrens (1911)
- Kreatininstudien (1917)
- Paul'sche Variolereaction (1918)
- Über Bacillenträger (1924)
- Összehasonlító syphilisreactiók (a Népszövetség részére a Népjóléti minisztérium megbízásából)
- Scharlachtreptococcus in der Luft (1926)